# Tajemnica domu przy Gantry Row
Tajemnica domu przy Gantry Row (ang. 13 Gantry Row) – australijski horror z 1998 roku w reżyserii Catherine Millar. Zdjęcia do filmu kręcono w Sydney, Australia.

## Opis fabuły
Peter i Julie kupują stary dom wymagający remontu. Okazuje się, że był to fatalny zakup. Kłopoty zaczynają się kiedy nowi lokatorzy rozpoczynają remont. Podczas remontu zdejmują tajemnicze metalowe płyty ze ścian salonu. Odkrywają dziwną plamę, która kształtem przypomina cień mężczyzny. Wszelkie próby zamalowania plamy nie skutkują. Ponadto Julie zauważa, że u jej męża zaczynają zachodzić podejrzane zmiany. Julie zaczyna sobie uświadamiać, że w domu działa jakaś zła siła, która powraca z przeszłości i próbuje źle wpłynąć na psychikę jej męża.

## Obsada
- Rebecca Gibney jako Julie
- John Adam jako Peter
- Michael Caton jako dr Hob
- Marshall Napier jako Blake
- Nicholas Hammond jako Russell
- Mark Gerber jako Klaus
- Tony Llewellyn-Jones jako Harper
- Erik Thomson jako Kieron
- Doris Younane jako Penny
- Anthony Phelan jako detektyw
- Syd Conabere jako Fred Lang

i inni